# Le Féroce Saladin
Pour plus de détails, voir Fiche technique et Distribution.
Le Féroce Saladin (Il feroce Saladino) est une comédie italienne de téléphones blancs réalisée par Mario Bonnard et sortie en 1937.

## Synopsis
Pompey Darly, un « scientifique » illusionniste, sans espoir d'obtenir le succès mérité de ses imitations, se produit dans les théâtres les plus désespérés. Son numéro, toujours le même, consiste à choisir des personnes dans le public (qui sont d'accord avec lui) et à les hypnotiser. Lorsque le spectacle, à cause de la stupidité du public, tourne mal, il se retrouve contraint de fuir pour sauver sa peau.
Au chômage, il rencontre Dora, une jeune femme qui aspire à devenir chanteuse. Impressionné par sa grâce, il décide de l'aider à réussir. Dora trouve rapidement un professeur de chant, Gastone. Pompeo, lui, n'aime pas ça. Après plusieurs tentatives de réinsertion, il accepte de travailler comme vendeur de bonbons et de chocolats au Teatro Apollo du commandeur Fani, qui l'a pris en pitié. Mais cette fois, la chance est de son côté : dans les paquets qu'il vend, les gens trouvent les très rares figurines « Féroce Saladin ». La découverte des figurines provoque un terrible tumulte dans le théâtre et inspire à Pompey l'idée de monter une revue sur ce thème, avec lui dans le rôle de Saladin. Dora joue le rôle de la belle Sulamite, favorite de Saladin, et l'opération est un succès.

## Fiche technique
- Titre italien original : Il feroce Saladino[1]
- Titre français : Le Féroce Saladin[2]
- Réalisateur : Mario Bonnard
- Scénario : Ettore Maria Margadonna, Gino Rocca (it)
- Photographie : Carlo Montuori
- Montage : Eraldo Da Roma
- Musique : Giulio Bonnard (it)
- Décors : Alfredo Montori (it), mobilier d'Emanuele Caracciolo
- Production : Giuseppe Sylos
- Société de production : Consorzio I.C.A.R. - Industrie Cinematografiche Artistiche R, Produzione Capitani Film
- Pays de production :  Royaume d'Italie
- Langue originale : italien
- Format : Noir et blanc - 1,37:1 - Son mono - 35 mm
- Durée : 94 minutes
- Genre : Comédie de téléphones blancs
- Dates de sortie :
  - Royaume d'Italie : décembre 1937
  - France : pendant l'Occupation[2]

## Distribution
- Angelo Musco : Professeur Pompeo Darli / le féroce Saladin
- Rosina Anselmi : Amalia, la femme de Pompeo
- Alida Valli : Dora Florida / Sulamita
- Mario Mazza (acteur) : l'acrobate Johnson / Tarzan
- Lino Carenzio : Gastone, le beau parleur
- Maria Donati : Yvonne, l'hôtesse de la pension des artistes
- Nicola Maldacea : le chambellan
- Nino Marchesini : le commendataire Fani
- Luigi Zerbinati : le secrétaire de Fani
- Carlo Duse : le directeur du teatro di rivista
- Giuseppe Pierozzi : un gentilhomme au théâtre
- Claudio Ermelli : l'huissier du théâtre
- Eduardo Passarelli : un homme hypnotisé
- Paolo Ferrara : Girolamo Mipaghi
- Eugenio Colombo : l'administrateur du théâtre
- Checco Durante : le directeur du théâtre Vittoria
- Alfredo Martinelli : chef d'orchestre du théâtre Apollo
- Pina Gallini : une dame dans le train
- Alberto Sordi : l'homme caché sous le costume du lion
- Elli Parvo : l'actrice maquillée à l'orientale
- Giuliana Gianni : une danseuse
- Margot Pellegrinetti : la soprano
- Carlo Cecchi : le monsieur chauve qui achète des bonbons au théâtre
- Pina Renzi : l'actrice nerveuse aux paroles incompréhensibles
- Armando Fineschi : le mari de l'actrice nerveuse
- Rocco D'Assunta : le comte de Montholon
- Carla Candiani : la comtesse Albina de Montholon
- Natalino Otto : spectateur du Duo Jonson

## Production
Le 28 avril 1937, Benito Mussolini visite le studio de Cinecittà qui vient d'être achevé. Avec l'épopée historique Scipion l'Africain, Le Féroce Saladin est l'un des quelques films sur le tournage desquels le Duce était présent.